# Евгений Попкузманов
Евгений Попкузманов (Кузманов, Кузманович) (изписване до 1945 година: Евгений попъ Кузмановъ) е български зограф, представител на Дебърската художествена школа.

## Биография
Евгений Попкузманов е роден в дебърската паланка Галичник, Западна Македония. Учи при някой от представителите на Фръчковския род и при Дичо Зограф. Става помощник и съдружник на съгражданина си Никола Янов. В 1869 година изработва иконостаса, иконите на него и резбованите царски двери с позлата за църквата „Свети Никола“ в Градец, Кривопаланско. Иконата на Свети Георги е надписана „На 1869 година априлїѧ 2: денъ изъ рȢки Евгенiѧ поп КȢзмановича ѿ Деборъ“.
След това се установява в Североизточна България. В 1871 година рисува в църквата „Света Троица“ в Бойница, Кулско, където иконите са подписани. Запазен е османският ферман и сметка на свещеника или настоятеля, в която е записано „на зографина дадох 2115“. Десетте олтарни икони демонстрират внушителни образи, но без вникване в анатомическата форма и строеж. Кузманов стилизира светлосянката, като остро определя границата между светло и тъмно. Кузманов се опитва да имитира Дичо Зограф. Икони и на двамата се откриват в църквата „Св. св. Петър и Павел“ в Кула -  иконите на Свети Георги, Свети Илия (датирана 1863) и Св. св. Петър и Павел. Рисува олтарните икони за църквата „Света Богородица“ в Брегово.
В 1872 година рисува в църквата „Свети Спас“ в скопското село Црешево, където оставя подпис „Из рȢки Евгенїѧ зȢграфа поп Кузмановичъ ѿ село Галичник ѿ Деборско окрȢжие“. В 1880 година е в новоосвободена България и заедно Никола Янов рисува по селските църкви. В 1880 година с Янов и Алексо Василев рисува църквата „Свети Спас“ в село Кътина. На западната стена отвътре има надпис „Кой исписалъ църквата Никола Ѧновъ Евгениѧ п. КȢзмановъ Алексо Василовъ Дебрели: о: с: Галичникъ“. Със стенописи са покрити стените, таванът и куполите. Дело на Никола Янов са изображенията в южния певник – светците Георги, Теодор Стратилат, Тарах, Сергий, Никита и Меркурий с Христос Вседържител над тях в купола, евангелисти и пророци. Останалите стенописи са дело на Алексо Василев и Евгений Попкузманов. На южната стена са светците Пантелеймон, Трифон, Стилиян, Теопемп, Агапий, Константин и Елена, на северната – Сава, Антоний, Козма и Дамян, Никита, Артемий и Прокопий, Петър Александрийски с Христос, а на западната – Йосиф, Йон, Дамаскин, Пахомий, ангел, Арсений Нови, Симеон Дивногорец, Взятие Илино, Анастас и Марина. Фигурите са с обикновен колорит и излъчват суровост. Като величина са по-големи от естествената и са несъразмерни и разкривени.
В 1884 година рисува икона на „Свето Благовещение“ за софийската църква „Света Параскева“, поддписана „Из рȢки... зографа попъ КȢзмановъ родомъ ѿ село Галичникъ ѡкрȢжiе деборско. 1884 година“. Работи с Алексо Василев във Видинско - във „Възнесение Господне“ в Извор, и в Сърбия през 1886 година. Към края на живота си се връща в Галичник. Автор е на плащеницата в галичката църква „Света Петка“.
В 1885 година рисува в църквата „Свети Теодор Тирон“ във Видин. В 1887 година изписва стенописите в храма „Свети Илия“ в Коилово. На базата на иконографската програма, отношението към архитектурните и природни фонове, формулировката на посветителния надпис Иванка Гергова приписва на Евгений Попкузманов и анонимните стенописи в църквата „Свети Николай“ във Връв (1880), като вероятно рисува и иконостаса.
В 1888 година изписва иконостаса на „Успение Богородично“ в Готовуша, Призренско. В същата година вероятно изписва и иконостаса на „Свети Никола“ в съседното Щръбце.
Стилът на зографа претърпява силни промени от първите до последните му известни творби.
Умира на 20 юли 1888 година. Негов роднина е зографът Христо Мицков.